# سيجورني بانديار
سيجورني بانديار (بالهولندية: Sigourney Bandjar)‏ (18 أغسطس 1984 بباراماريبو في سورينام - ) هو لاعب كرة قدم هولندي في مركز الدفاع. لعب مع آر كي سي فالفيك وفاينورد ونادي إكسلسيور ونادي طراز.

## وصلات خارجية
- سيجورني بانديار على موقع قاعدة بيانات كرة القدم.إي يو (الإنجليزية)
- سيجورني بانديار على موقع Soccerway.com (الإنجليزية)
- سيجورني بانديار على موقع عالم كرة القدم.نت (الإنجليزية)